# Elezioni parlamentari in Macedonia del Nord del 2020
Le elezioni parlamentari in Macedonia del Nord del 2020 si sono tenute il 15 luglio. Inizialmente previste per il 12 aprile, sono state rinviate a causa della pandemia di COVID-19.

## Risultati
| Liste                                                                     | Voti    | %     | Seggi |
| ------------------------------------------------------------------------- | ------- | ----- | ----- |
| Possiamo (Unione Socialdemocratica di Macedonia e altri)                  | 327 408 | 35,89 | 46    |
| Rinnovamento (Partito Democratico per l'Unità Nazionale Macedone e altri) | 315 334 | 34,57 | 44    |
| Unione Democratica per l'Integrazione                                     | 104 699 | 11,48 | 15    |
| Alleanza per gli Albanesi                                                 | 81 620  | 8,95  | 12    |
| Levica                                                                    | 37 426  | 4,10  | 2     |
| Partito Democratico degli Albanesi                                        | 13 930  | 1,53  | 1     |
| Partito Conservatore Macedone                                             | 12 291  | 1,35  | –     |
| Altri <0,50%                                                              | 19 478  | 2,14  | –     |
| Totale                                                                    | 912 186 | 100   | 120   |